# Marzena Diakun
Marzena Małgorzata Diakun (ur. 3 kwietnia 1981 w Koszalinie) – polska dyrygentka.

## Życiorys
Absolwentka Zespołu Państwowych Szkół Muzycznych im. Grażyny Bacewicz w Koszalinie w klasie fortepianu oraz I Liceum Ogólnokształcącego im. Stanisława Dubois w Koszalinie. W roku 2005 ukończyła z wyróżnieniem studia dyrygentury symfoniczno-operowej w Akademii Muzycznej im. Karola Lipińskiego we Wrocławiu pod kierunkiem profesora  Mieczysława Gawrońskiego. 
Debiutowała na drugim roku studiów, prowadząc koncert finałowy XVII Międzynarodowego Festiwalu Muzyki Perkusyjnej z Filharmonią Koszalińską. W następnym roku została asystentką Jerzego Maksymiuka w czasie jego występów z Filharmonią Koszalińską. W roku 2006 kontynuowała studia na Uniwersytecie Muzycznym w Wiedniu pod kierownictwem Uroša Lajovica.
W tym samym roku została asystentką Andrzeja Boreyki w Orkiestrze Symfonicznej w Bernie.  Występowała jako dyrygent w Niemczech, Szwajcarii,  Danii, Czechach, Wielkiej Brytanii, Brazylii i Chinach.
Dyrygowała orkiestrami symfonicznymi, m.in.: Symfonický orchestr Českého Rozhlasu, Orchestre National de Lyon, Orquestra Sinfônica do Estado de São Paulo, Bournemouth Symphony Orchestra oraz Symfonią Jenajską.
Odbyła studia podyplomowe u dyrygentów, takich jak Gabriel Chmura, Kurt Masur, Colin Metters, Howard Griffiths, David Zinman i Pierre Boulez. 
W roku 2010 uzyskała doktorat na Akademii Muzycznej w Krakowie. Jej promotorem był prof. Tomasz Bugaj. Od 2011 roku jest adiunktem w Akademii Muzycznej we Wrocławiu.
Od września 2015 do 2017 była asystentką Mikko Francka, głównego dyrygenta Orchestre Philharmonique de Radio France. Jej występy transmitowane były przez radio francuskie oraz medici.tv.
Jako pierwsza Polka została w roku 2012 laureatką 2. nagrody Międzynarodowego Konkursu Dyrygentów im. Grzegorza Fitelberga w Katowicach. Otrzymała również 2. nagrodę na 59. konkursie festiwalu muzycznego „Praska Wiosna” w roku 2007.
W latach 2009 do 2012 kierowała hiszpańskim zespołem muzyki współczesnej „Smash Ensemble“, który dokonał prawykonań dzieł kompozytorów hiszpańskich, na występach w Hiszpanii, Portugalii, Niemczech i na Litwie.
W roku 2015 podczas Festiwalu Muzycznego Tanglewood otrzymała stypendium Bostońskiej Orkiestry Symfonicznej.
W grudniu 2020 wygrała ogłoszony przez władze Madrytu konkurs na stanowisko dyrektora artystycznego Orquestry de la Comunidad de Madrid. Stanowisko obejmie w czerwcu 2021.
W 2023 została odznaczona Brązowym Krzyżem Zasługi.